# Justicia axillaris
Justicia axillaris är en akantusväxtart som först beskrevs av Christian Gottfried Daniel Nees von Esenbeck, och fick sitt nu gällande namn av Gustav Lindau. Justicia axillaris ingår i släktet Justicia och familjen akantusväxter. Inga underarter finns listade i Catalogue of Life.